# Kensei: Sacred Fist
 (décembre 2024).
Si vous disposez d'ouvrages ou d'articles de référence ou si vous connaissez des sites web de qualité traitant du thème abordé ici, merci de compléter l'article en donnant les références utiles à sa vérifiabilité et en les liant à la section « Notes et références ».
Kensei: Sacred Fist, connu au Japon sous le nom de Bugi (武戯 〜BUGI〜) est un jeu de combat sorti en 1998, développé et édité par Konami.
Les combats sont un duel entre deux combattants, de nationalité et de style de combat divers. Le système de combat est proche de Virtua Fighter ou de Tekken. Il propose de choisir parmi 9 personnages, jouables dès le début, et 14 autres peuvent être débloqués.

## Conception
Konami a voulu proposer aux joueurs un jeu de combat classique sur Playstation, les autres jeux Konami n'étant pas tout à fait de ce style. 
Ils ont développé dans cet esprit  un jeu de combat sur Nintendo 64 du nom de G.A.S.P, bien que celui-ci se voulait plus original, incluant des décors 3D interactifs. 
Kensei: Sacred Fist est très classique dans le sens où seuls les deux combattants sont affichés à l’écran sur un fond d'image en 2D.

## Système de jeu
Les possibilités d'actions caractéristiques de ce jeu sont à peu près les mêmes que celles des autres jeux de combats à mains nues de l'époque tel que Tekken ou Virtua fighters : protection, esquive latérales, projections et prises, mais aussi parades dynamiques et contre-attaques. 
La principale originalité de ce jeu est le système d'animations qui se déclenchent lorsque l'ennemi porte un coup et que la touche de garde est enfoncée. À la différence de la plupart des jeux de combats, le personnage en garde ne reste pas dans une posture figée pour encaisser les coups, mais les évite de façon dynamique, ce qui d'une part évite de briser l'action lorsqu'un coup d'un enchainement est bloqué, et d'autre part procure à certaines phases de combat une apparence de fluidité singulière et un aspect réaliste assez remarquable. Le type d'animations dépend du personnage, du coup porté par l'ennemi (coup haut ou bas) et de la direction que l'on imprime sur la croix directionnelle: saut, ou rattrapage in extremis après déséquilibre si le bouton bas n'est pas enfoncé lors de la tentative de parade d'une attaque basse, possibilité de faire un pas de côté à la fin d'un combo si les boutons garde+haut sont enfoncés, créant une ouverture pour une contre attaque. Aucun autre jeu n'a cherché à reprendre et à perfectionner ce système par la suite. 
Certains personnages sont bien différenciés des autres, non pas seulement par leurs panoplies de coups, mais par leur possibilités d'action de combats. Par exemple, certains personnages ont des possibilités de prises ou de contre-attaques qui leur sont propres, en rapport avec leur style de combat.
La vitesse du jeu et les panoplies de coups sont faites de façon à donner une dimension relativement réaliste aux combats. 
Ce souci de réalisme se retrouve dans les animations des personnages encaissant un coup : un grand nombre de ces animations, à l'exception de celles qui se déclenchent lors de coups puissants, sont beaucoup plus décomposées et moins exagérées que dans la plupart des jeux de combat, et renforcent l'impression de réalisme, tout en participant à ralentir le rythme des joutes (toujours relativement aux jeux de combat classiques).

## Réalisation
Graphiquement, le jeu est assez simple, l'animation est bien fluide. 
Les musiques ont été soignés, les styles musicaux sont variés et les mélanges rock, funk, jazz, musiques électroniques sont assez singuliers.

## Liste des personnages
Les 9 personnages originaux :
- Yugo Sanguji (Karate, Japon)
- Hong Yuli (Drunken Fist (boxe de l'homme ivre), Chine)
- Douglas Anderson (Jeet Kun Do, États-Unis) : il possède de fortes similitudes de physionomie et de gestuelles avec l'acteur et artiste martial Steven Seagal.
- Allen (Muay Thai, "Asie")
- Ann Griffith (Catch amateur, Angleterre)
- Hyoma Tsukikage (Ninjutsu, Japon)
- Heinz Streit (Pit fighting, Allemagne)
- David Human (Catch professionnel, États-Unis)
- Saya Tsubaki (Kenpo, Japon) : Son look est basé sur l'actrice japonaise Ryoko Hirosue.

Les 14 personnages à débloquer :
- Akira Sanguji (Japon) : Le fère jumeau de Yugo.
- Su Qingtao (Chine) : Peut-être une erreur de traduction entre le jeu et le manuel  car les noms sont très proches, on peut supposer qu'il est le maitre de Hong Yuli: Su Tzing Tao.
- Yoko Cindy Matsudaira (États-Unis)
- Steve Laettner (États-Unis) : il ressemble à Blood, personnage de Vendetta, un autre jeu Konami.
- Arthur Stewart (Angleterre)
- Kornelia Natsuki (Allemagne)
- Sessue Kanoh (Japon)
- Mark Galeon (États-Unis) : Un ami de David, catcheur pro.
- Genya Tsubaki (Japon) : Grand-père de Saya.
- Kaiya Tsubaki (Japon) : Père de Saya et fils de Genya, le boss de fin.
- Jelly Thomas/Billy Thomas (États-Unis) : Frère jumeaux portant des masques d'animaux.
- Zhou Leimeng (Hong-Kong) : Le premier boss du jeu.
- Kazane Tsukikage (Japon) : Probablement la sœur de Hyoma, Fuune.